# Wohn- und Wirtschaftsgebäude Eichenweg 4

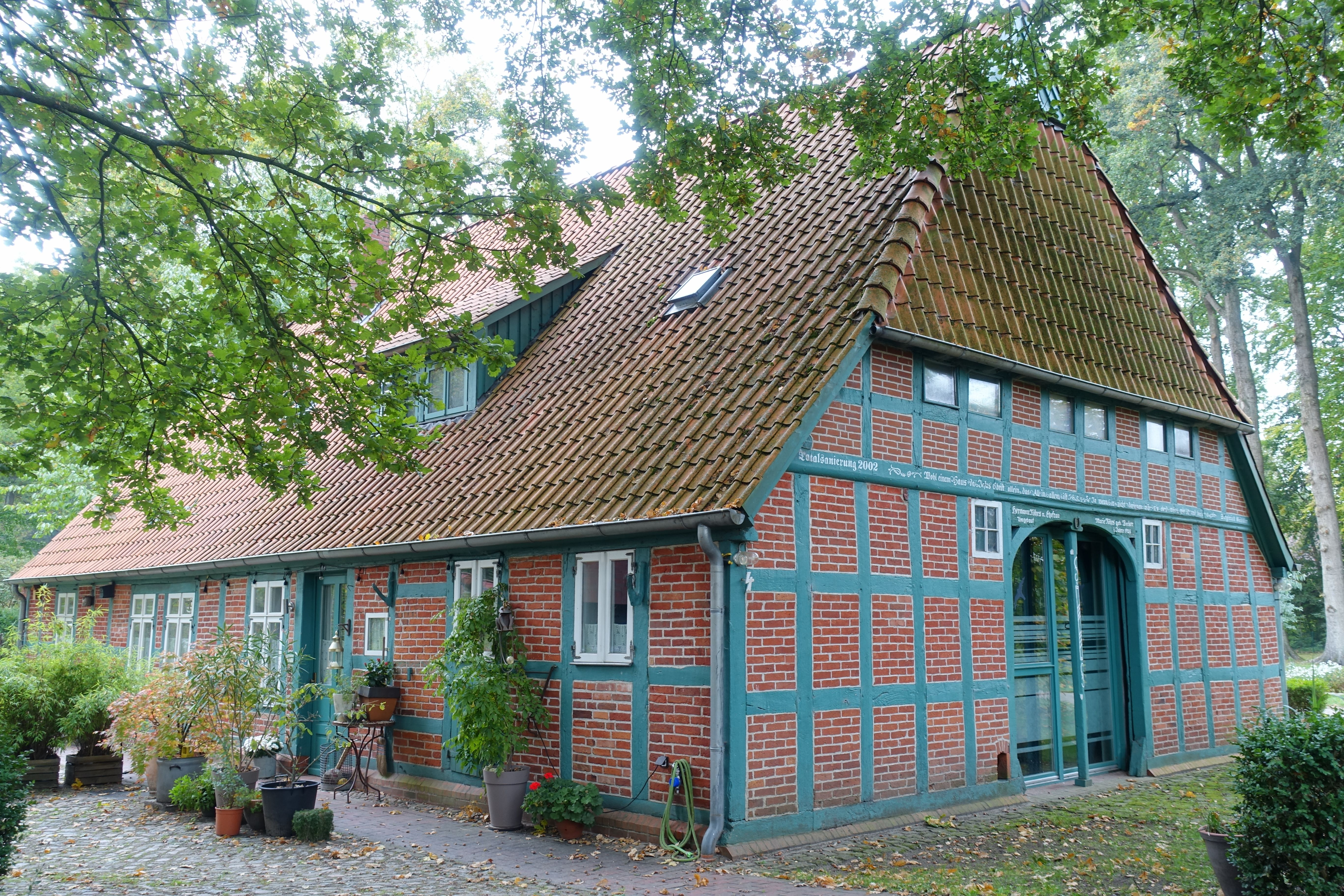
Ost- und Nordfassade (2022)

Das Wohn- und Wirtschaftsgebäude Eichenweg 4 Ecke Inselweg, in der niedersächsischen Gemeinde Sottrum, Ortsteil Stuckenborstel, wurde in der ersten Hälfte des 19. Jahrhunderts gebaut. Aktuell (2025) wird es zum Wohnen genutzt.
Das Gebäude steht unter Denkmalschutz (siehe auch Liste der Baudenkmale in Sottrum).

## Geschichte und Beschreibung
Sottrum wurde 1205 erstmals erwähnt und Stutenburstolt im 13. Jahrhundert. Beide Orte gehören zur Samtgemeinde Sottrum im heutigen Landkreis Rotenburg (Wümme).
Das eingeschossige zum Inselweg traufständige Wohn- und Wirtschaftsgebäude als Zweiständer-Hallenhaus in Fachwerk mit Steinausfachungen, ziegelgedecktem Krüppelwalmdach mit Schleppgauben und der später verglasten Grooten Door mit Rundbogen wurde um 1840 gebaut. Das Haus wurde 1928 (Inschrift) umgebaut und der südliche Wohngiebel dabei massiv in Backstein erneuert.
Das Landesdenkmalamt befand u. a.: „… ein regionstypisches Hallenhaus aus der Mitte des 19. Jahrhunderts in Zweiständerkonstruktion ….“